# Airbus A340
Airbus A340 là loại máy bay chở khách thân rộng, 4 động cơ, tầm xa, hai lối đi, một tầng đầu tiên của Châu Âu và cũng là đầu tiên trên thế giới do hãng máy bay Airbus chế tạo. Airbus A340 có thể chở từ 261 đến 380 hành khách, với quãng đường bay được từ 6.700 đến 9.000 hải lý. Máy bay có thiết kế tương tự như loại máy bay Airbus A330 hai động cơ nhưng lần này lại sử dụng bốn động cơ. Airbus A340 ban đầu sử dụng chung phần thân và cánh của Airbus A330, trong khi các mẫu sau đó dài hơn và có cánh lớn hơn.

## Phát triển
Những nghiên cứu về A340 lần đầu tiên xuất hiện như là TA11 năm 1981, được in trong số tháng 11 của tạp chí Air International (cùng năm trưng bày A300 tại triển lãm hàng không Farnborough năm 1981). Các bản vẽ khái niệm của A320 (SA 9) và A330 (TA9) cũng được xuất bản, cùng với tính toán hiệu suất ước lượng của Airbus Industrie. 

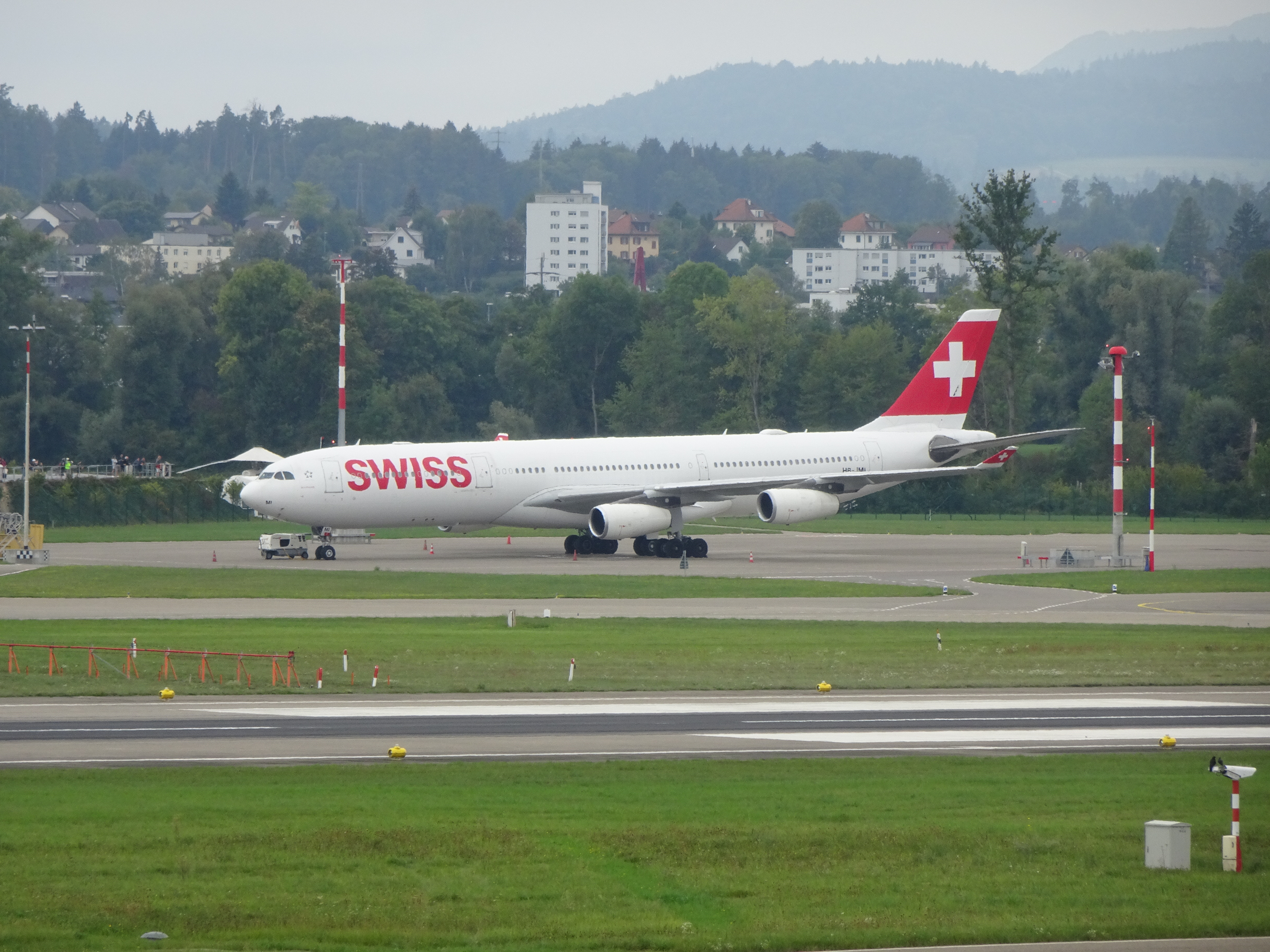
Swiss A340-300

Máy bay A340 được xuất xưởng tháng 6 năm 1987 như là một loại tầm xa bổ trợ cho loại tầm ngắn A320 và tầm trung A300. Vào thời điểm đó, máy bay Airbus 2 động cơ phản lực có nhiều bất lợi so với các máy bay như Boeing 747 bởi vì vấn đề ETOPS được chỉ rõ bởi các quy định lưu hành lúc đó và về sau này: máy bay 2 động cơ phải ở trong khoảng cách bay thích hợp gần sân bay trong vòng 60 phút. Hơn nữa, ETOPS hiện tại miễn trừ cho các máy bay thân rộng có số ghế từ 250 đến 300 ghế, như máy bay 3 động cơ là DC-10 và L-1011 đã sử dụng từ thập niên 1970.
A340 được thiết kế song song với loại 2 động cơ A330: cả hai đều có cùng cấu trúc cánh và thân máy bay, sử dụng hệ thống điều khiển điện tử hàng không và công nghệ cấu trúc hỗn hợp phát triển cho loại máy bay A320.
Cả A330 và A340 đều được lắp ráp trên cùng một dây chuyền sản xuất tại Toulouse-Blagnac, Pháp. Loại 4 động cơ A340 có khả năng bay trên những tuyến đường dài vượt đại dương. Bởi vì không bị vấn đề ETOPS, Virgin Atlantic Airways sử dụng khẩu hiệu "4 động cơ cho đường bay dài," trên phi đội A340 của hãng.

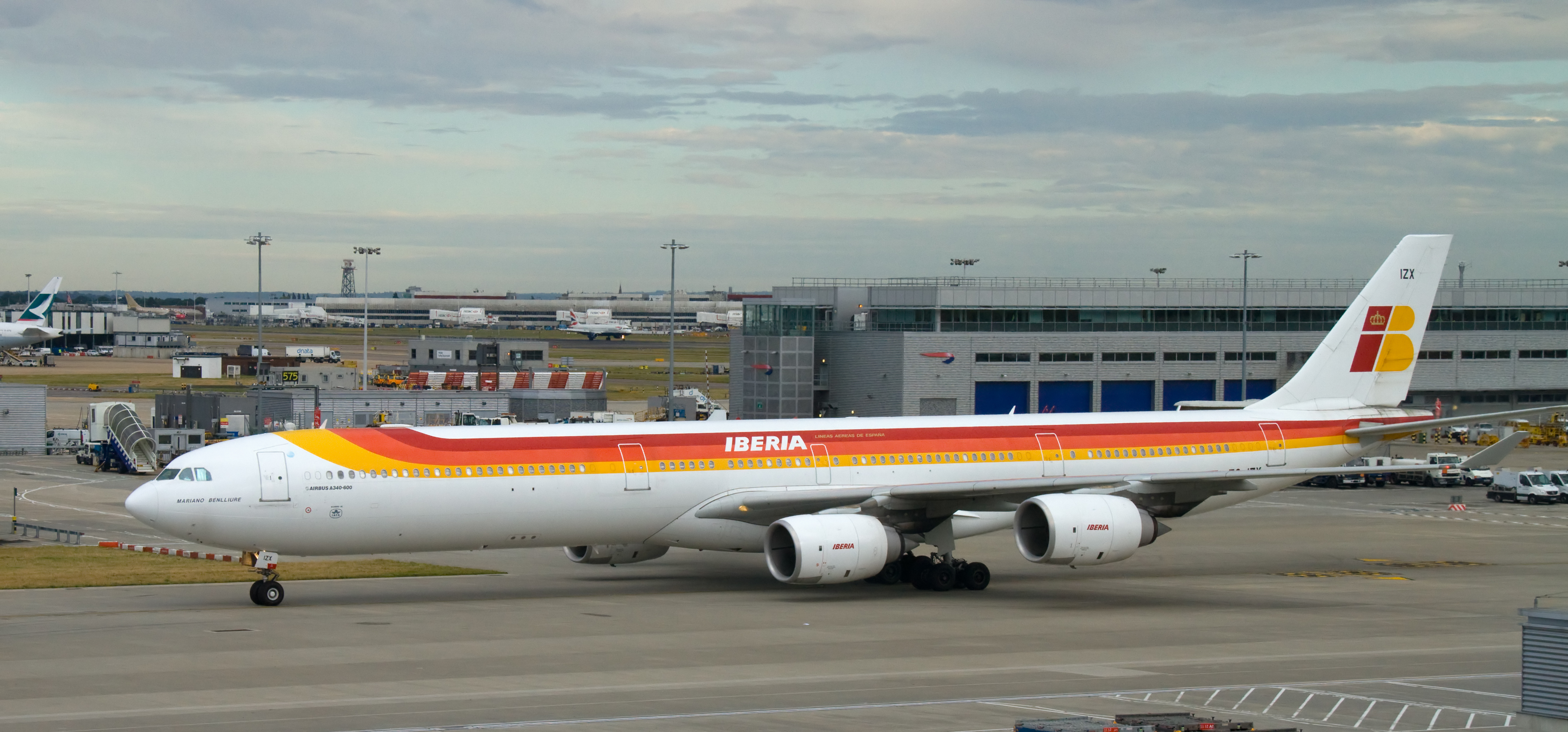
Airbus A340-600 thuộc hãng Iberia

A340 ban đầu được thiết kế để sử dụng loại động cơ superfan (siêu quạt) mới của IAE (International Aero Engines) nhưng IAE quyết định ngưng phát triển loại động cơ đó. Do đó, động cơ CFM56-5C4 của hãng CFMI được sử dụng như là chọn lựa duy nhất, thay vì lựa chọn xen kẽ như người ta dự định trước đó. Các phiên bản tầm xa là A340-500 và A340-600 được trang bị động cơ Rolls-Royce Trent 500.
Khi A340 bay lần đầu tiên vào năm 1991, các kỹ sư để ý rằng cánh máy bay không đủ khỏe để mang các động cơ dưới cánh ở tốc độ bay bình thường mà không bị cong vênh và rung cánh. Để giảm điều này, một khối lồi ra dưới cánh gọi là plastron (yếm rùa) được gắn thêm vào để sửa chữa lại những vấn đề về khí động học xung quanh giá treo động cơ và gia tăng độ cứng. A340 được sửa lại bắt đầu bay thương mại vào năm 1993 với Lufthansa và Air France.
A340 có các chức năng kỹ thuật cao như hệ thống điều khiển bay hoàn toàn bằng kỹ thuật số (fly-by-wire). Nó cũng sử dụng hệ thống cần điều khiển joystick thay vì các cần điều khiển yoke như thông thường, với một joystick ở bên trái của phi công và một ở bên phải của phi công phụ. Buồng điều khiển của A340 rất giống buồng điều khiển của A320, và sử dụng chung hệ thống đánh giá phi công, đặc biệt với loại A330 có 2 động cơ. Điều này cho phép các phi hành đoàn của A330/A340 có thể bay A320 và ngược lại mà chỉ phải trải qua khóa huấn luyện phụ tối thiểu. Do đó tiết kiệm chi phí cho các hãng hàng không sử dụng cả hai dòng máy bay A330/A340 và A320. Buồng lái có các màn hình hiển thị CRT đối với A340-200 và A340-300, trong khi A340-500 và A340-600 có màn hình LCD. Một số cấu trúc hỗn hợp ban đầu cũng được sử dụng.

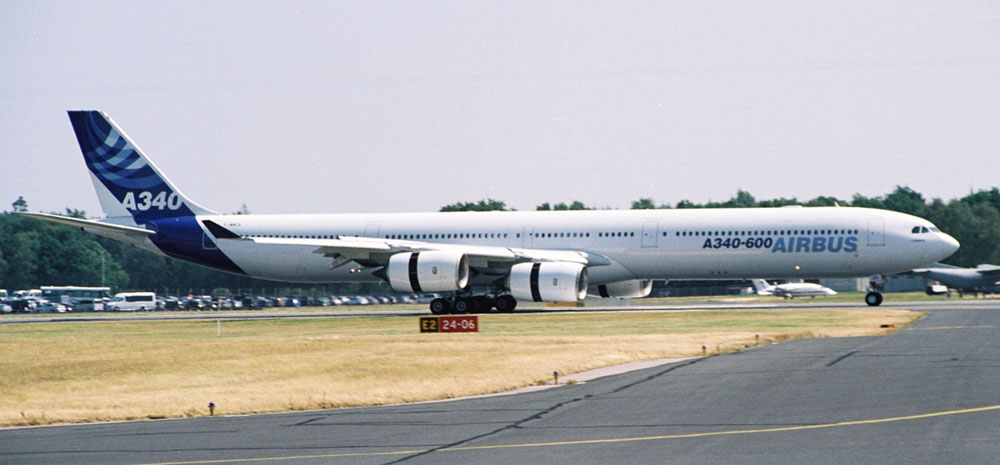
A340-600 tại Triển lãm hàng không Farnborough, 2006.

Với sự giới thiệu của các loại cải tiến của Boeing 777 như 777-200ER và đặc biệt là 777-300ER, doanh số của A340 bắt đầu giảm. Trong một vài năm gần đây 777 bán chạy hơn A340 với khác biệt lớn. Mặc dù động cơ GE90 trên 777-300ER tiêu tốn nhiều nhiên liệu hơn so với động cơ Trent 500, sử dụng chỉ 2 động cơ so với 4 động cơ Trent nghĩa là giá thành hoạt động ít hơn khoảng 8-10%.
Tháng 1 năm 2006, Airbus tuyên bố các dự án để phát triển một phiên bản cải tiến của A340, có tên gọi là A340E; với E viết tắt cho 'enhanced'. Airbus nói rằng loại A340 cải tiến sẽ tiêu tốn ít nhiên liệu hơn các A340 trước đây và là kiểu này sẽ cạnh tranh tốt hơn với Boeing 777. A340E-500HGW có thể đạt tầm bay 18.000 km (9.720 NM) - với động cơ Trent 1500 . Với loại máy bay này, hãng Qantas có thể phục vụ các chuyến bay thẳng đến Sydney từ London-Heathrow * Lưu trữ ngày 16 tháng 6 năm 2008 tại Wayback Machine. Tuy nhiên, vì những vấn đề sản xuất đối với A380 và những thách thức bên trong khác, chương A340E hiện đang dừng lại. Airbus thông báo họ sẽ sản xuất 127 chiếc A340 đến năm 2016, sau đó việc sản xuất sẽ ngừng.

## Các phiên bản
Có 4 kiểu A340 và được xuất xưởng trong hai dịp tách biệt nhau. Kiểu A340-200 và A340-300 được xuất xưởng năm 1987 và bay thương mại vào tháng 3 năm 1993. Kiểu A340-500 và A340-600 được xuất xưởng năm 1997 và bay thương mại năm 2002.

### A340-200
Là một trong hai kiểu đầu tiên của A340, kiểu A340-200, với 261 hành khách trong khoang với 3 hạng hành khách có tầm bay 7.450 hải lý (13.800 km). Đây là kiểu ngắn nhất của loại này và là phiên bản duy nhất có sải cánh dài hơn chiều dài của máy bay. Nó được trang bị 4 động cơ CFM56-5C sản xuất bởi CFMI. Tầm bay của A340-200 là thuộc loại bay xa nhất vào thời điểm đó và dự tính cho các tuyến bay dài và thưa, đặc biệt là vượt đại dương.

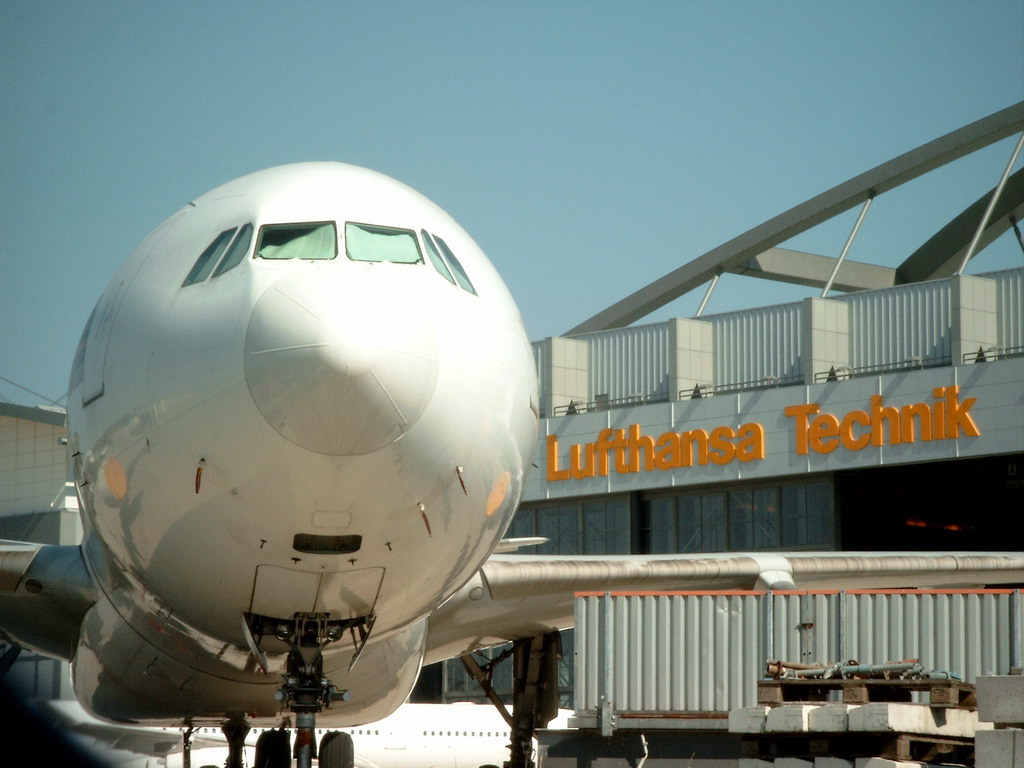
A340-200 tại Lufthansa Technik, Hamburg

Một phiên bản khác của loại này được đặt hàng bởi Sultan của Brunei yêu cầu bay không nghỉ với tầm xa 8.000 hải lý (14820 km). Chiếc A340-8000 này được tăng dung tích chứa nhiên liệu, MTOW là 275 tấn giống như A340-300, và một số cải tiến nhỏ cho phần khoang hàng hóa. Khi hoàn thành tầm xa cuối cùng được xác định là 8.100 hải lý (15.000 km). Nó được đẩy bởi các động cơ CFM56-5C4 với sức đẩy 34.000 lbf (151 kN) tương tự như kiểu -300E.
Các kiểu A340-200 sau này được cải tiến thêm để giúp đạt được các khả năng tương tự như của A340-8000. Những máy bay này được đặt ký hiệu là A340-213X. Tầm xa của kiểu này là 8.000 NM (14.800 km).
Do sải cánh rộng, 4 động cơ, sức chở thấp, và các cải tiến của A340-300, kiểu 200 càng ngày càng không được ưa chuộng bởi các hãng hàng không lớn. Chỉ có 28 chiếc A340-200 được sản xuất và một vài chiếc hiện nay phục vụ cho VIP. South African Airways là hãng sử dụng nhiều nhất với 6 chiếc chủ yếu bay tuyến Cape Town. Các hãng khác đang sử dụng kiểu này là Aerolineas Argentinas(4), Air Europa, Royal Jordanian (4) (sẽ được cho nghỉ năm 2010), Conviasa (1) và Egypt Air (3)
Một số A340-200 được sử dụng cho VIP hoặc các mục đích quân sự. Ví dụ như Royal Brunei, Qatar Airways, Nhà nước cộng hòa Arab Ai Cập, Không quân Hoàng gia Saudi, Vương quốc Hashemite Jordan và Không quân Pháp. Các hãng trước đây sử dụng kiểu này là Cathay Pacific, Philippine Airlines, Air Bourbon và một số hãng khác. Kiểu này không còn được sản xuất.

### A340-300

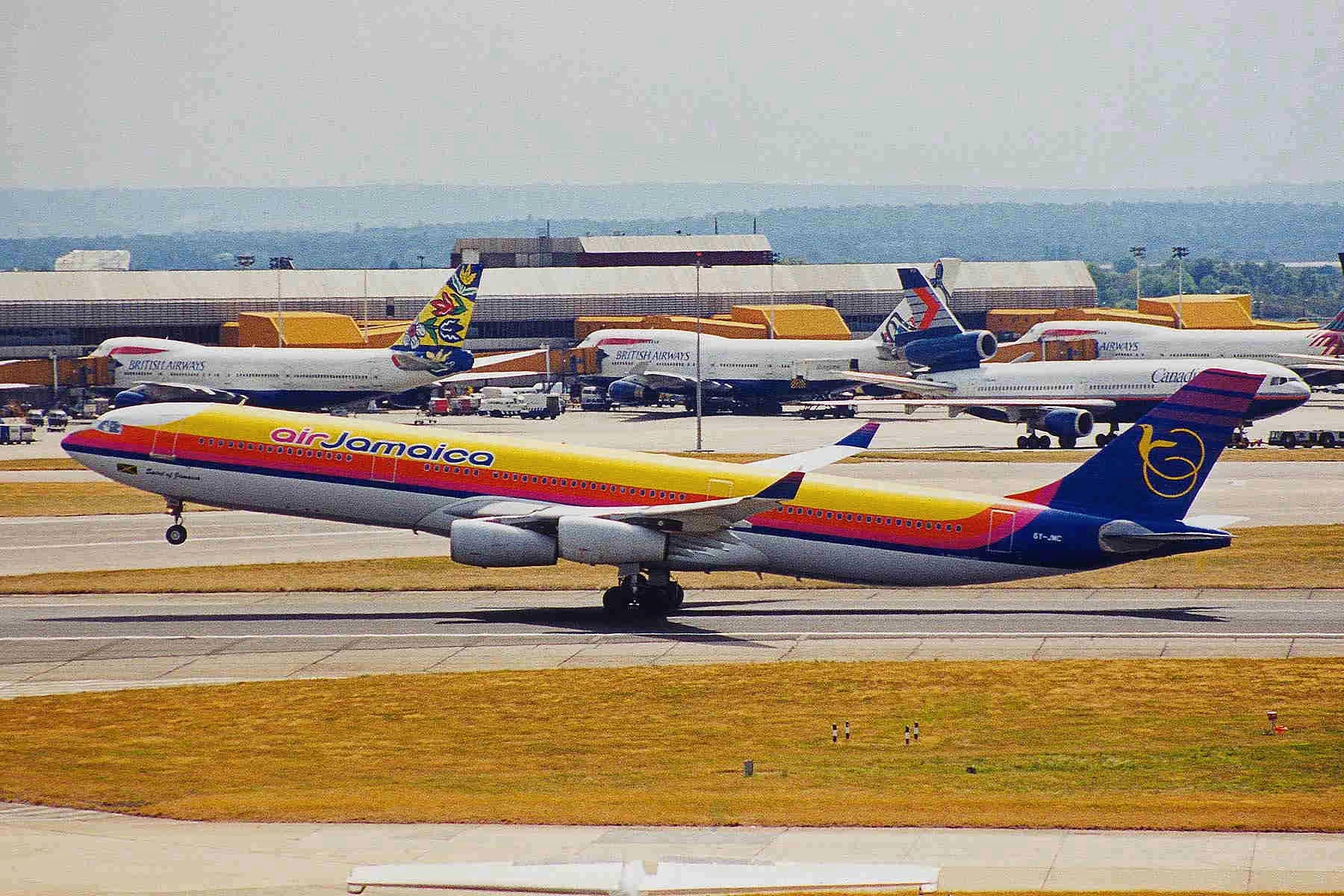
Air jamaica A340-300

Kiểu A340-300 chở 295 trong khoang 3 hạng hành khách trên tầm bay khoảng 6.700 hải lý (12.400 km). Đây là phiên bản đầu tiên, bay vào 25 tháng 10 năm 1991, và bay thương mại cho Lufthansa và Air France vào tháng 3 năm 1993. Nó được đẩy bởi 4 động cơ CFMI CFM56-5C, giống như là loại -200.
A340-313X là kiểu hạng nặng của A340, và được giao cho Singapore Airlines lần đầu vào tháng 4 năm 1996, mặc dù Singapore Airlines không còn sử dụng kiểu này nữa.
A340-313E là phiên bản mới nhất của kiểu này và được giao cho Swiss International năm 2003. Nó có trọng lượng cất cánh tối đa (MTOW) là 276.5 tấn với khoảng 295 hành khách và tầm bay từ 7.200 đến 7.400 hải lý (13.300 km and 13.700 km). Nó được đẩy bởi động cơ CFMI CFM56-5C4 mạnh hơn với sức đẩy 34.000 lbf (151 kN).
Kiểu này vẫn còn được sản xuất với 219 đơn đặt hàng và 211 chiếc đã được giao. Hãng lớn nhất sử dụng kiểu này là Lufthansa với 30 chiếc. US Airways là hãng đầu tiên và cũng là duy nhất của Mỹ sẽ sử dụng A340 khi hãng nhận chiếc đầu tiên vào năm 2009 để bay tuyến giữa Charlotte và Philadelphia tới Bắc Kinh, Trung Quốc.
Kiểu máy bay Boeing tương đương là 777-200ER.

### A340-500

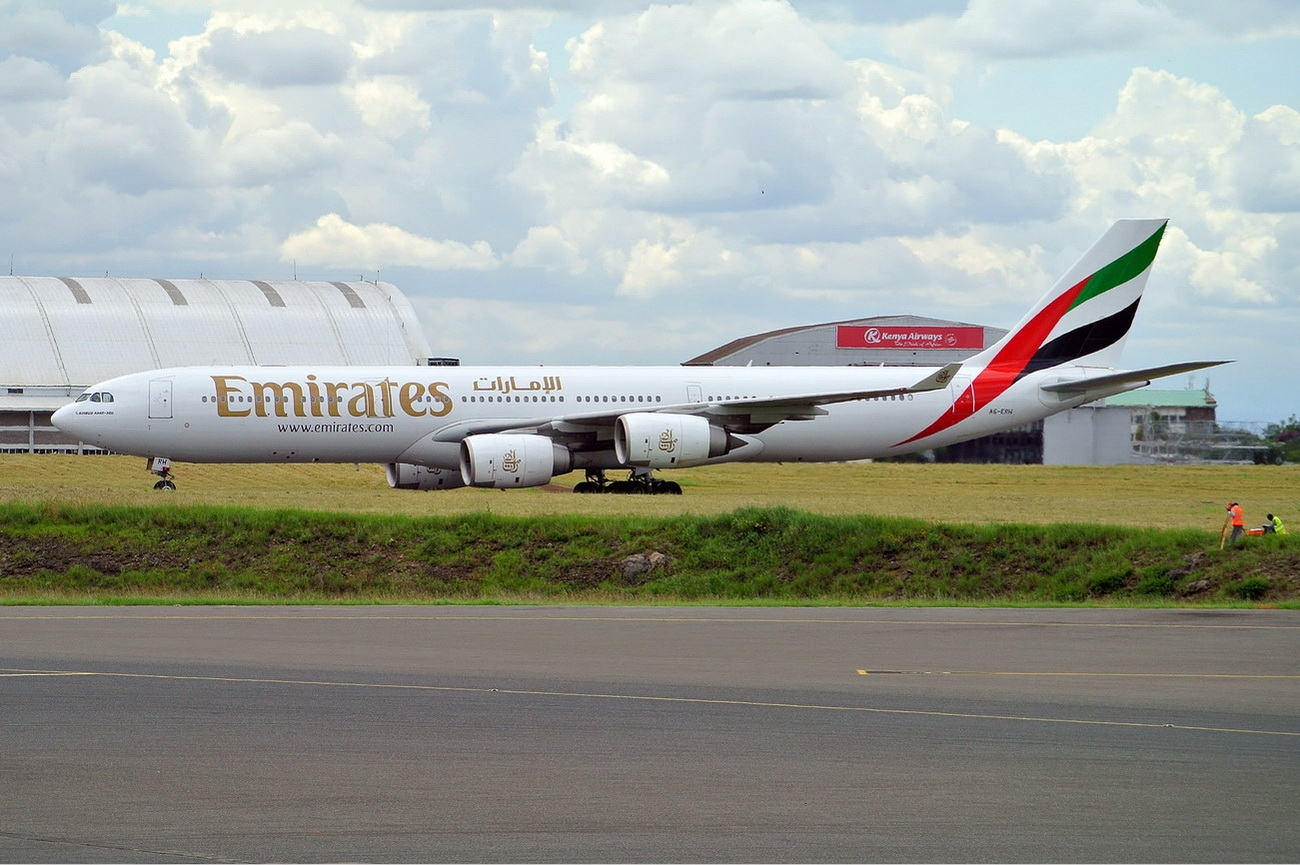
Emirates Airbus A340-500

Kiểu A340-500 được giới thiệu như là máy bay hành khách tầm xa nhất thế giới. Nó bay chuyến đầu tiên vào 11 tháng 2 2002, và được chứng nhận vào 3 tháng 12 2002 với các máy bay đầu tiên giao hàng cho hãng Emirates Airline. Trong khi KC-10 Extender là loại máy bay vận tải nhiên liệu có tầm bay xa nhất, A340-500 là máy bay chở hành khách với tầm bay xa nhất thế giới cho đến khi Boeing 777-200LR được giới thiệu tháng 2 năm 2006. Tuy có thể chở 313 hành khách trong một khoang 3 hạng khách, kiểu A340-500 có tầm xa trên 8.650 hải lý (16.000 km). Ví dụ Singapore Airlines sử dụng kiểu này trong bố trí 2-hạng, 181-hành khách cho tuyến đường bay Newark-Singapore không nghỉ, chuyến bay 17-giờ, 45-phút "về phía tây" (thật ra là về phía bắc 70 hải lý lên cực Bắc; sau đó là bay về phương nam băng qua Nga, Mông Cổ và Trung Quốc); 18-giờ, 30-phút về phía đông, 15.345 km (8.285 hải lý) là chuyến bay chở khách không nghỉ dài nhất trên thế giới
.
Cuối tháng 6 năm 2008, Singapore Airlines đã hoàn thành việc chuyển 5 chiếc A340-500 của mình lên thành hạng thương gia, với 100 ghế, do việc đòi hỏi của thị trường vận chuyển cao cấp. Chiếc A340-500 có khả năng bay không nghỉ từ London đến Perth, Úc, mặc dù chuyến bay về cần đổ lại lấy nhiên liệu do gió chặn đầu. Ngoài ra, hãng Thai Airways International cũng thực hiện các chuyến bay không nghỉ từ Bangkok đến Los Angeles và từ Bangkok đến New York bằng loại máy bay này. Etihad Airways cũng trở thành hãng hàng không mới sở hữu loại máy bay này. Trong chuyển đổi đầu tiên từ đường bay này sang đường bay khác của A340-500, hãng TAM Brazilian Airlines đã có được 2 chiếc từ Air Canada, để hoạt động bay trên tuyến São Paulo-Frankfurt, sau đó Air Canada đã thay thế những chiếc A340-500 bằng Boeing 777LR trên tuyến Toronto-Hong Kong. Tổng cộng có 33 chiếc A340-500 được 6 hãng hàng không đặt mua, và 26 chiếc đã được giao vào tháng 8-2007.

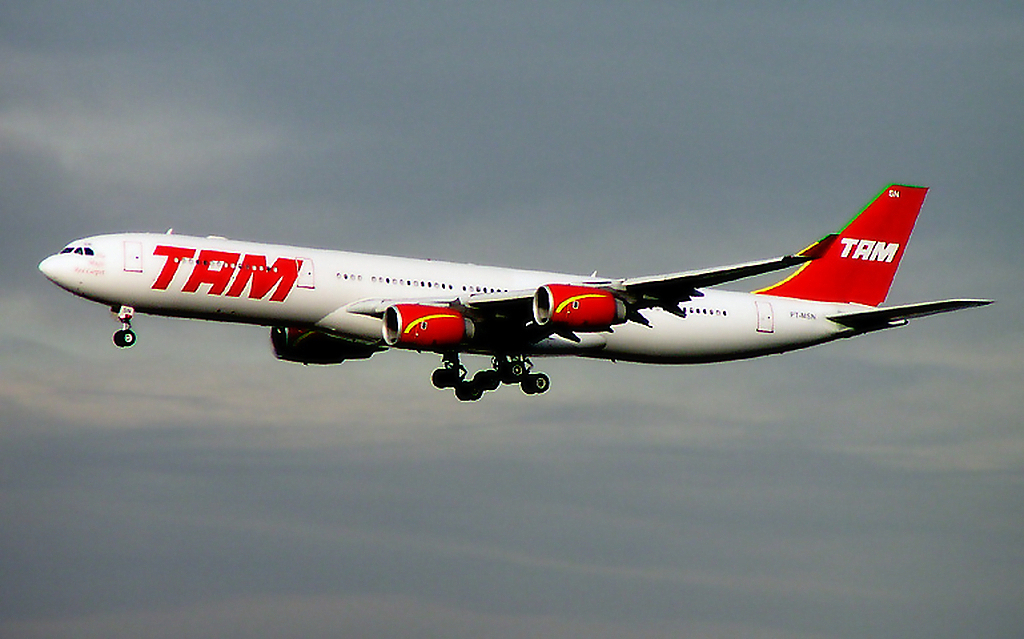
Airbus A340-500 thuộc hãng TAM Linhas Aéreas

So với A340-300, kiểu -500 có thân dài hơn 4.3 m, một diện tích cánh rộng hơn, khả năng chứa nhiên liệu nhiều hơn hẳn (hơn khoảng 50% so với -300), tốc độ bay nhanh hơn một ít, cánh ngang lớn hơn và đuôi nhỏ hơn. Loại A340-500/-600 có camera chiếu đường băng để giúp cho phi công trong các thao tác trên mặt đất. Kiểu A340-500 được đẩy bởi 4 động cơ phản lực cánh quạt đẩy Rolls-Royce Trent 553 với sức đẩy 53.000 lbf (236 kN).
Phiên bản A340-500HGW (High Gross Weight) với tầm bay 9.000 hải lý (16.700 km) và có trọng lượng cất cánh tối đa đạt 380 tấn, bắt đầu hoạt động vào năm 2007 với hãng Thai Airways International. Nó sử dụng cấu trúc được gia cố và mở rộng khả năng chứa nhiên liệu của A340-600HGW. Hãng Kingfisher Airlines có kế hoạch sử dụng kiểu này để bay các chuyến bay không ngừng từ Ấn Độ đến Hoa Kỳ. A340-500HGW trang bị 4 động cơ turbofan Rolls-Royce Trent 556 công suất 56.000 lbf (249 kN).
Hãng máy bay sử dụng nhiều máy bay kiểu này nhất là Emirates, với 10 máy bay đang sử dụng.
Kiểu máy bay Boeing tương đương trực tiếp là 777-200LR, bắt đầu đưa vào sử dụng tháng 2 năm 2006, thay thế A340-500 như là loại máy bay chở khách tầm xa nhất.

### A340-600

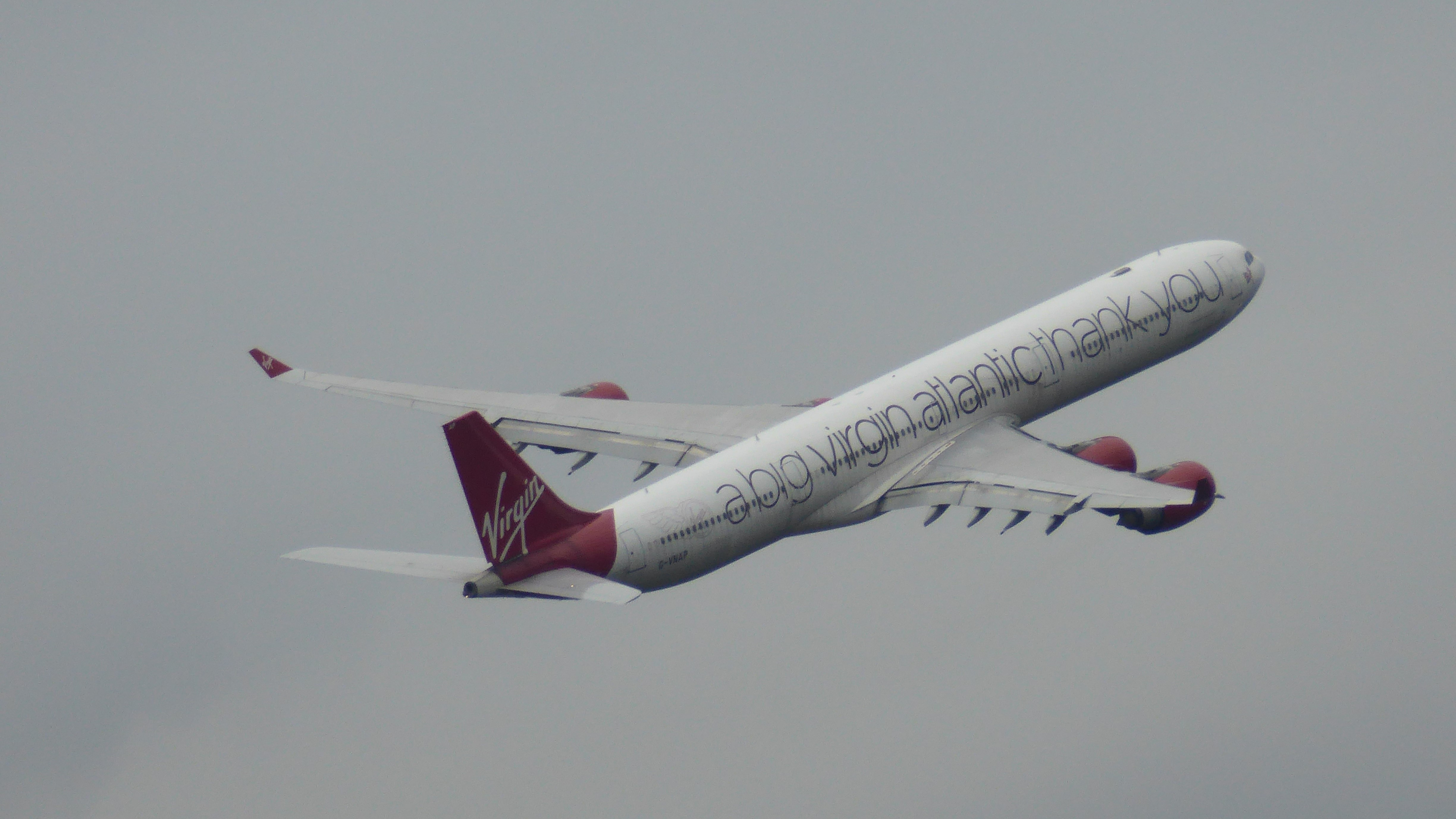
Virgin Atlantic Airbus A340-600 cất cánh

Thiết kế này dùng để thay thế cho thế hệ Boeing 747 đầu tiên, A340-600 chở được 380 hành khách ở khoang 3 hạng ghế (419 nếu có 2 hạng) bay được quãng đường dài 7.500 hải lý (13.900 km). Nó có sức chứa tương tự với 747 nhưng có thể tích khoang hàng thêm 25%, và có chi phí rẻ hơn cho các hoạt động. Chuyến bay đầu tiên của A340-600 diễn ra vào ngày 23 tháng 4-2001. Hãng Virgin Atlantic đã trở thành hãng hàng không đầu tiên sử dụng A340-600 vào tháng 8-2002.
A340-600 dài hơn 10 m so với A340-300 cơ bản, khiến nó trở thành máy bay dân dụng dài nhất trên thế giới, dài hơn 4 m so với Boeing 747-400. Nó được trang bị 4 động cơ turbofan Rolls-Royce Trent 556 công suất 56.000 lbf (249 kN). Nó cũng có bộ bánh đáp bổ sung 4 bánh ở giữa thân để giúp máy bay khi tăng thêm trọng lượng cất cánh tối đa. Không giống như triết lý thiết kế máy bay của Boeing, Airbus đã thực hiện các sự dự phòng để giải phóng không gian cabin chính phía trên, bằng việc đưa ra những tùy chọn không bắt buộc để tăng thêm sự tiện nghi như khoang phi hành đoàn, bếp, và nhà vệ sinh ở sàn dưới được "kéo dài" của máy bay A340.
Vào tháng 4-2007, tờ The Times đưa tin hãng Airbus khuyến cáo các hãng hàng không sử dụng A340-600 nên giảm bớt 5 tấn hàng hóa trong khu vực phía trước máy bay nhằm bù cho trọng lượng tăng lên của khoang hạng thương gia và hạng nhất. Trọng lượng bổ sung gây ra hiện tượng trọng tâm máy bay di chuyển về phía trước như vậy giảm bớt hiệu quả khi máy bay đang bay ở vận tốc hành trình. Các hãng hàng không bị ảnh hưởng, đang cố vấn xem xét việc yêu cầu bồi thường từ Airbus.

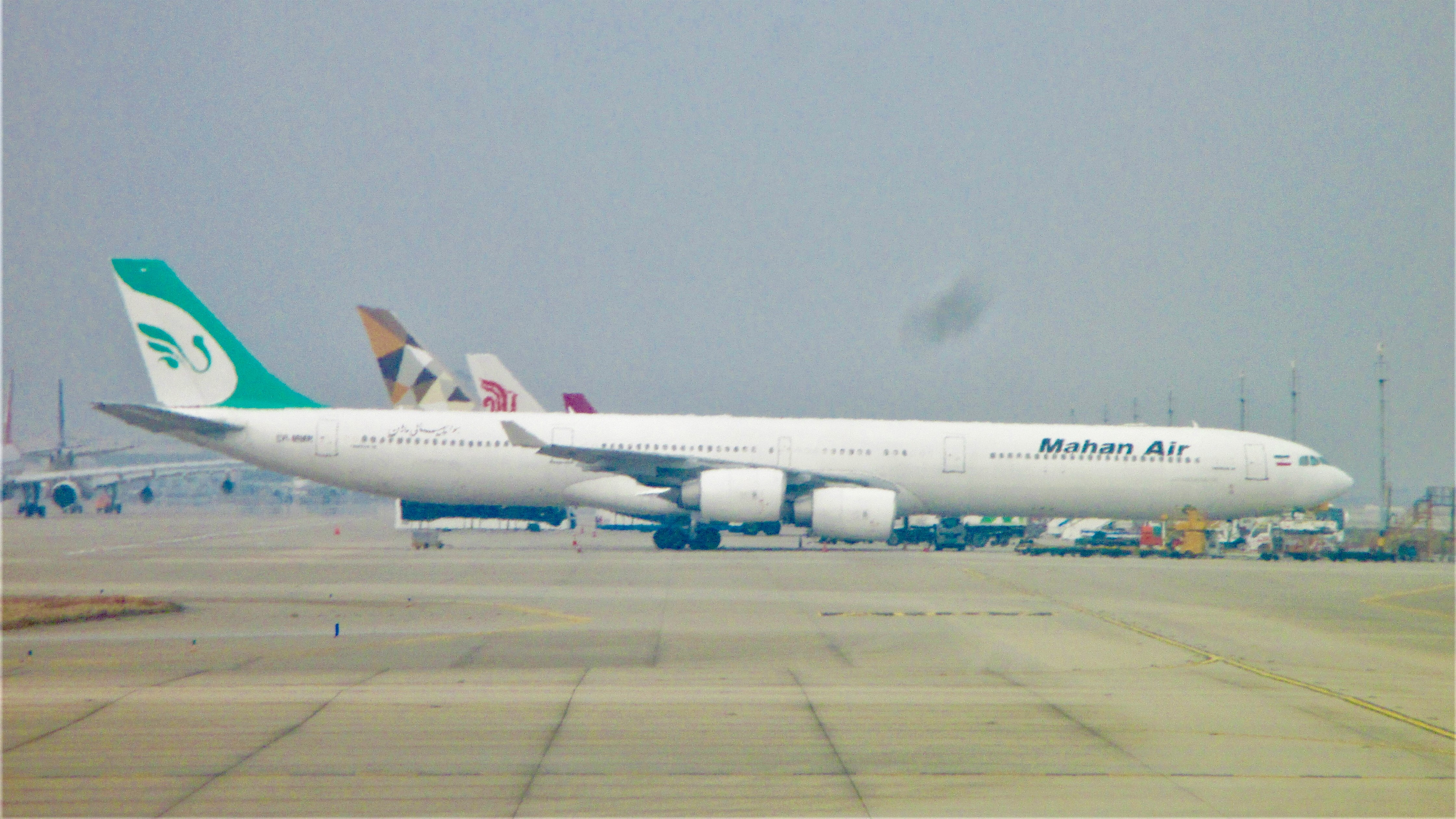
Airbus A340-600 Mahan air

Phiên bản A340-600HGW (High Gross Weight) bay lần đầu vào 18 tháng 11-2005 và được chứng nhận vào 14 tháng 4-2006. Nó có trọng lượng cất cánh tối đa là 380 tấn và tầm bay đạt 7.900 hải lý (14.600 km), máy bay đã được gia cố cấu trúc để đạt được các hiệu suất này, sức chứa nhiên liệu được tăng thêm, các động cơ mạnh hơn và kỹ thuật chế tạo mới được áp dụng trên A340-600HGW như hàn laser. A340-600HGW trang bị 4 động cơ turbofan Rolls-Royce Trent 560 công suất 60.000 lbf (267 kN).
Hãng Emirates Airline đã trở thành khách hàng đầu tiên của -600HGW khi họ kỹ hợp đồng mua 18 chiếc tại Triển lãm hàng không Paris 2003; nhưng họ đã hoãn lại đơn đặt hàng vô thời hạn và sau đó hủy bỏ hợp đồng. Hãng hàng không đối thủ là Qatar Airways, cũng đặt mua -600HGW ở triển lãm hàng không Paris 2003, đã nhận được chiếc máy bay đầu tiên vào 11 tháng 9-2006.
Đối thử trực tiếp của A340-600HGW từ Boeing là loại 777-300ER.

## Các hãng sử dụng
Các hãng sử dụng Airbus A340 đến 30 tháng 4-2008:
| Hãng hàng không                         | A340-200 | A340-200 | A340-200 | A340-300 | A340-300 | A340-300 | A340-500 | A340-500 | A340-500 | A340-600 | A340-600 | A340-600 | Tổng cộng | Tổng cộng | Tổng cộng |
| Hãng hàng không                         | Đặt hàng | Giao     | Sử dụng  | Đặt hàng | Giao     | Sử dụng  | Đặt hàng | Giao     | Sử dụng  | Đặt hàng | Giao     | Sử dụng  | Đặt hàng  | Giao      | Sử dụng   |
| Airbus Executive & Private Jets         |          |          | 4        | 1        |          | 1        | 3        | 1        | 1        | 2        | 1        | 1        | 12        | 8         | 12        |
| Aerolíneas Argentinas                   |          |          | 4        |          |          | 2        |          |          |          |          |          |          |           |           | 6         |
| Air Canada                              |          |          |          | 8        | 8        | 2        | 2        | 2        |          |          |          |          | 10        | 10        | 2         |
| Air China                               |          |          |          | 3        | 3        | 6        |          |          |          |          |          |          | 3         | 3         | 6         |
| Air China Southwest Company             |          |          |          | 3        | 3        |          |          |          |          |          |          |          | 3         | 3         |           |
| Air Comet                               |          |          |          |          |          | 3        |          |          |          |          |          |          |           |           | 3         |
| Air France                              | 3        | 3        |          | 11       | 11       | 19       |          |          |          |          |          |          | 14        | 14        | 19        |
| Air Jamaica                             |          |          |          |          |          | 2        |          |          |          |          |          |          |           |           | 2         |
| Air Mauritius                           |          |          |          | 5        | 5        | 7        |          |          |          |          |          |          | 5         | 5         | 7         |
| Air Namibia                             |          |          |          |          |          | 2        |          |          |          |          |          |          |           |           | 2         |
| Air Tahiti Nui                          |          |          |          | 4        | 4        | 5        |          |          |          |          |          |          | 4         | 4         | 5         |
| Austrian Airlines                       | 2        | 2        |          | 2        | 2        |          |          |          |          |          |          |          | 4         | 4         |           |
| Cathay Pacific                          | 4        | 4        |          | 7        | 7        | 15       |          |          |          |          |          | 3        | 11        | 11        | 18        |
| China Airlines                          |          |          |          | 6        | 6        | 6        |          |          |          |          |          |          | 6         | 6         | 6         |
| China Eastern Airlines                  |          |          |          | 5        | 5        | 5        |          |          |          | 5        | 5        | 5        | 10        | 10        | 10        |
| Conviasa                                |          |          | 1        |          |          |          |          |          |          |          |          |          |           |           | 1         |
| Egyptair                                | 3        | 3        | 3        |          |          |          |          |          |          |          |          |          | 3         | 3         | 3         |
| Emirates Airlines                       |          |          |          |          |          | 8        | 10       | 10       | 10       |          |          |          | 10        | 10        | 18        |
| Etihad Airways                          |          |          |          |          |          | 1        | 4        | 4        | 4        | 8        | 3        | 3        | 12        | 7         | 8         |
| Finnair                                 |          |          |          | 4        | 3        | 4        |          |          |          |          |          |          | 4         | 3         | 4         |
| Flightlease                             |          |          |          | 2        | 2        |          |          |          |          |          |          |          | 2         | 2         |           |
| Gulf Air                                |          |          |          | 6        | 6        | 9        |          |          |          |          |          |          | 6         | 6         | 9         |
| Iberia                                  |          |          |          | 18       | 18       | 20       |          |          |          | 17       | 11       | 12       | 35        | 29        | 32        |
| International Lease Finance Corporation |          |          |          | 16       | 16       |          |          |          |          | 13       | 13       |          | 29        | 29        |           |
| Kingfisher Airlines                     |          |          |          |          |          |          | 10       |          |          |          |          |          | 10        |           |           |
| Kuwait Airways                          |          |          |          | 4        | 4        | 4        |          |          |          |          |          |          | 4         | 4         | 4         |
| LAN Airlines                            |          |          |          | 4        | 4        | 5        |          |          |          |          |          |          | 4         | 4         | 5         |
| Lufthansa                               | 7        | 7        |          | 28       | 28       | 28       |          |          |          | 24       | 20       | 20       | 59        | 55        | 48        |
| Olympic Airlines                        |          |          |          | 4        | 4        | 4        |          |          |          |          |          |          | 4         | 4         | 4         |
| Philippine Airlines                     |          |          |          | 8        | 8        | 4        |          |          |          |          |          |          | 8         | 8         | 4         |
| Qatar Airways                           |          |          |          |          |          |          |          |          |          | 4        | 4        | 4        | 4         | 4         | 4         |
| Royal Jordanian                         |          |          | 4        |          |          |          |          |          |          |          |          |          |           |           | 4         |
| Sabena                                  | 3        | 3        |          | 2        | 2        |          |          |          |          |          |          |          | 5         | 5         |           |
| Scandinavian Airlines System            |          |          |          | 7        | 7        | 7        |          |          |          |          |          |          | 7         | 7         | 7         |
| Singapore Airlines                      |          |          |          | 17       | 17       |          | 5        | 5        | 5        |          |          |          | 22        | 22        | 5         |
| South African Airways                   |          |          | 6        | 6        | 6        | 6        |          |          |          | 6        | 6        | 9        | 12        | 12        | 21        |
| SriLankan Airlines                      |          |          |          | 3        | 3        | 5        |          |          |          |          |          |          | 3         | 3         | 5         |
| Swiss International Air Lines           |          |          |          | 9        | 9        | 14       |          |          |          |          |          |          | 9         | 9         | 14        |
| TAM Linhas Aéreas                       |          |          |          |          |          |          |          |          | 2        |          |          |          |           |           | 2         |
| TAP Portugal                            |          |          |          | 4        | 4        | 4        |          |          |          |          |          |          | 4         | 4         | 4         |
| Thai Airways International              |          |          |          |          |          |          | 4        | 4        | 4        | 6        | 5        | 5        | 10        | 9         | 9         |
| Turkish Airlines                        |          |          |          | 7        | 7        | 7        |          |          |          |          |          |          | 7         | 7         | 7         |
| Union des Transports Aériens            |          |          |          | 7        | 7        |          |          |          |          |          |          |          | 7         | 7         |           |
| Virgin Atlantic Airways                 |          |          |          | 7        | 7        | 6        |          |          |          | 20       | 14       | 19       | 27        | 21        | 25        |
|                                         | A340-200 | A340-200 | A340-200 | A340-300 | A340-300 | A340-300 | A340-500 | A340-500 | A340-500 | A340-600 | A340-600 | A340-600 | Tổng cộng | Tổng cộng | Tổng cộng |
| Đặt hàng                                | Giao     | Sử dụng  | Đặt hàng | Giao     | Sử dụng  | Đặt hàng | Giao     | Sử dụng  | Đặt hàng | Giao     | Sử dụng  | Đặt hàng | Giao      | Sử dụng   |           |
| Tổng cộng                               | 28       | 28       | 27       | 218      | 216      | 213      | 38       | 26       | 26       | 105      | 82       | 81       | 389       | 352       | 347       |
| Chưa giao hàng                          |          |          |          | 2        | 2        |          | 12       | 12       |          | 23       | 23       |          | 39        | 39        |           |

Nguồn Airbus Orders and Deliveries Lưu trữ ngày 7 tháng 9 năm 2009 tại Wayback Machine

## Giao hàng
Tính đến tháng 6 năm 2021 tổng số 214 A340 đang khai thác trên toàn thế giới. Những hãng đang vận hành nhiều nhất: Lufthansa (34), Mahan Air (12), South African Airways (10), Swiss International Air Lines (5)
| Loại     | Tổng | 2012 | 2011 | 2010 | 2009 | 2008 | 2007 | 2006 | 2005 | 2004 | 2003 | 2002 | 2001 | 2000 | 1999 | 1998 | 1997 | 1996 | 1995 | 1994 | 1993 |
| -------- | ---- | ---- | ---- | ---- | ---- | ---- | ---- | ---- | ---- | ---- | ---- | ---- | ---- | ---- | ---- | ---- | ---- | ---- | ---- | ---- | ---- |
| A340-200 | 28   |      |      |      |      |      |      |      |      |      |      |      |      |      |      | 1    | 3    | 3    | 5    | 4    | 12   |
| A340-300 | 218  |      |      |      |      | 3    | 2    | 2    | 4    | 5    | 10   | 8    | 22   | 19   | 20   | 23   | 30   | 25   | 14   | 21   | 10   |
| A340-500 | 32   | 2    | 0    | 2    | 2    | 1    | 4    | 5    | 9    | 7    |      |      |      |      |      |      |      |      |      |      |      |
| A340-600 | 97   |      |      | 2    | 8    | 8    | 8    | 18   | 15   | 14   | 16   | 8    |      |      |      |      |      |      |      |      |      |
| Tổng     | 375  | 2    | 0    | 4    | 10   | 13   | 11   | 24   | 24   | 28   | 33   | 16   | 22   | 19   | 20   | 24   | 33   | 28   | 19   | 25   | 22   |

## Tai nạn
Tính đến ngày 11/4/2023, Airbus A340 không có các tai nạn nào đặc biệt nghiêm trọng, nhưng có 6 tai nạn khiến máy bay bị phá hủy:
Các tai nạn khiến máy bay bị phá hủy
- 20 tháng 1 1994 - 1 chiếc A340-211 của Air France đã bi phá hủy trong một đám cháy khi đang bảo dưỡng tại Sân bay quốc tế Charles de Gaulle.
- 24 tháng 7 2001 - 1 chiếc A340-300 của SriLankan Airlines đã bị phá hủy bởi thuốc nổ. Lực lượng những con Hổ giải phóng Tamil đã thực hiện một cuộc tấn công cảm tử tại Sân bay quốc tế Bandaranaike.
- 2 tháng 8 2005 - Air France Flight 358, tất cả 297 hành khách và 12 phi hành đoàn đã sống sót trong một va chạm và hỏa hoạn sau khi chiếc A340-300 của họ bay quá đường băng 24L tại Sân bay quốc tế Toronto Pearson trong một trận bão có sấm sét. Máy bay đã trượt vào con lạch Etobicoke và bị vỡ. 43 người bị thương, 1 bị thương nặng, một số hành khách đã nhảy ra khỏi máy bay từ độ cao cách mặt đất 20 ft (6 m).
- 9 tháng 11 năm 2007 - 1 chiếc A340-600 của Iberia Airlines đã bị hư hại nặng sau khi trượt khỏi đường băng tại Sân bay quốc tế Mariscal Sucre ở Ecuador. Bộ bánh đáp bị gãy hoàn toàn và 2 động cơ bị văng ra khỏi cánh. Tất cả 333 hành khách và phi hành đoàn đã được di tản bằng phao cứu hộ, không có ai bị thương nặng.
- 15 tháng 11 2007 - 1 chiếc A340-600 bị hư hại trong khi đang thử nghiệm động cơ trên mặt đất tại nhà máy của Airbus ở Sân bay quốc tế Toulouse Blagnac. Máy bay bị hư hại trước 6 ngày trong kế hoạch chuyến giao nó cho hãng Etihad Airways, máy bay đã đâm vào tường bê tông và thân bị hư hại nặng. Khu vực buồng lái đã bị tách rời và rơi xuống đất từ độ cao khoảng 15 m từ trên tường. 5 người trên khoang bị thương, trong đó có ba người thương nặng.[16] Sau đó máy bay đã bị loại bỏ.[17]
- Ngày 11 tháng 6 năm 2018, một chiếc Airbus A340-300 của Lufthansa với mã đăng ký D-AIFA đang được kéo cùng với các nhân viên bảo trì trên máy bay đến cửa khởi hành tại nhà ga Frankfurt thì chiếc xe kéo bốc cháy. Ngọn lửa đã làm hư hại đáng kể phần trước máy bay, và 10 người trên mặt đất bị thương nhẹ. Thiệt hại được đánh giá là không thể sửa chữa kinh tế và chiếc máy bay đã bị xóa sổ.

Các tai nạn không để lại hậu quả nghiêm trọng và có thể khắc phục được
- Ngày 5 tháng 11 năm 1997, một chiếc Airbus A340-311 của Virgin Atlantic đã hạ cánh khẩn cấp xuống đường băng 27L tại Sân bay Heathrow với thiết bị hạ cánh chính bên trái của máy bay được mở rộng một phần. Máy bay đã được sửa chữa và trở lại hoạt động.
- Ngày 29 tháng 8 năm 1998, một chiếc Airbus A340-200 của hãng Sabena (OO-SCW) bị hư hỏng nặng khi đang hạ cánh trên dường băng 25L tại Sân bay Brussels. Bánh răng chính bên phải bị sập; động cơ bên phải và đầu cánh chạm vào đường băng và trượt sang phải trên nền đất yếu. 248 hành khách và 11 phi hành đoàn đã được sơ tán an toàn. Nguyên nhân của sự cố bánh răng được tìm thấy là do vết nứt mỏi. Mặc dù bị hư hỏng nặng, máy bay đã được sửa chữa và quay trở lại hoạt động trong 16 năm cho đến khi được cất giữ.
- Ngày 20 tháng 3 năm 2009, chuyến bay 407 của Emirates bay từ Melbourne đến Dubai bằng máy bay Airbus A340-500. Chuyến bay không thể cất cánh đúng cách từ Sân bay Melbourne, va vào một số cấu trúc ở cuối đường băng trước khi tăng đủ độ cao để quay lại sân bay hạ cánh an toàn. Vụ việc xảy ra đủ nghiêm trọng để được Cục An toàn Giao thông Úc phân loại là một vụ tai nạn. Máy bay sau đó đã được sửa chữa và quay trở lại hoạt động trong 5 năm trước khi bị loại bỏ.

## Các thông số kỹ thuật
| Kích thước                  | A340-200                                                          | A340-300                                                                                | A340-500/-500HGW                       | A340-600/-600HGW                      |
| --------------------------- | ----------------------------------------------------------------- | --------------------------------------------------------------------------------------- | -------------------------------------- | ------------------------------------- |
| Phi hành đoàn               | 2                                                                 | 2                                                                                       | 2                                      | 2                                     |
| Sức chứa                    | 261 (3-class)                                                     | 295 (3-class)                                                                           | 313 (3-class)                          | 380 (3-class)                         |
| Chiều dài                   | 59.39 m 194 ft 10 in                                              | 63.60 m 208 ft 8 in                                                                     | 67.90 m 222 ft 9 in                    | 75.36 m 247 ft 3 in                   |
| Sải cánh                    | 60.30 m 197 ft 10 in                                              | 60.30 m 197 ft 10 in                                                                    | 63.45 m 208 ft 2 in                    | 63.45 m 208 ft 2 in                   |
| Góc cụp cánh                | 30°                                                               | 30°                                                                                     | 31.1°                                  | 31.1°                                 |
| Chiều cao                   | 16.70 m 54 ft 9 in                                                | 16.85 m 55 ft 3 in                                                                      | 17.10 m 56 ft 1 in                     | 17.93 m 56 ft 9 in                    |
| Chiều rộng cabin            | 5.28 m (17.3 ft)                                                  | 5.28 m (17.3 ft)                                                                        | 5.28 m (17.3 ft)                       | 5.28 m (17.3 ft)                      |
| Nền bánh xe                 | 23.24 m 76 ft 3 in                                                | 25.60 m 84 ft 0 in                                                                      | 27.59 m 90 ft 6 in                     | 32.89 m 107 ft 11 in                  |
| Trọng lượng rỗng thường     | 129.000 kg 284.396 lb                                             | 129.275 kg 295.503 lb                                                                   | 170.400 kg 375.668 lb                  | 177.000 kg 390.218 lb                 |
| Trọng lượng cất cánh tối đa | 275.000 kg 606.300 lb                                             | 276.500 kg 609.600 lb                                                                   | 372.000/380.000 kg 820.100 /837.800 lb | 368.000/380.000 kg 811.300/837.800 lb |
| Vận tốc hành trình          | Mach.82 (484 Knotkn, 896 km/h, 557 mph)                           | Mach.82 (484 Knotkn, 896 km/h, 557 mph)                                                 | Mach.83 (490 kn, 907 km/h, 564 mph)    | Mach.83 (490 kn, 907 km/h, 564 mph)   |
| Cất cánh ở MTOW             | 2.990 m 9.810 ft                                                  | 3.000 m 9.840 ft                                                                        | 3.050 m 10.000 ft                      | 3.100 m 10.170 ft                     |
| Tầm bay khi tải đầy         | 14.800 km 8.000 hải lý                                            | 13.700 km 7.400 hải lý                                                                  | 16.020/16.700 km 8.650/9.000 hải lý    | 14.900/15.900 km 7.750/7.900 NM       |
| Nhiên liệu tối đa           | 155.040 L 40.957 gal                                              | 140.640 L 37.153 gal                                                                    | 214.810/222.000 L 56.750/58.646 gal    | 195.881/204.500 L 51.746/54.023 gal   |
| Sức chứa hàng hóa           | 18 LD3/6 pallet                                                   | 30 LD3/10 pallet                                                                        | 32 LD3/11 pallet                       | 42 LD3/14 pallet                      |
| Trần bay                    | 11.887 m (39.000 ft)                                              | 11.887 m (39.000 ft)                                                                    | 11.887 m (39.000 ft)                   | 11.887 m (39.000 ft)                  |
| Động cơ (4x)                | CFM56-5C2 (138.78 kN) CFM56-5C3 (144.57 kN) CFM56-5C4 (151.25 kN) | CFM56-5C2 (138.78 kN) CFM56-5C3 (144.57 kN) CFM56-5C4 (151.25 kN) CFM56-5C4P (149.9 kN) | Rolls-Royce Trent 553/556 (236/249 kN) | Trent 556/560 (249/260 kN)            |

## Động cơ
| Loại     | Ngày       | Động cơ                    |
| -------- | ---------- | -------------------------- |
| A340-211 | 22/12/1992 | CFM 56-5C2                 |
| A340-212 | 14/3/1994  | CFM 56-5C3                 |
| A340-213 | 19/12/1995 | CFM 56-5C4                 |
| A340-311 | 22/12/1992 | CFM 56-5C2                 |
| A340-312 | 14/3/1994  | CFM 56-5C3                 |
| A340-313 | 16/3/1995  | CFM 56-5C4                 |
| A340-541 | 3/12/2002  | RR Trent 553-61 / 553A2-61 |
| A340-542 | 15/2/2007  | RR Trent 556A2-61          |
| A340-642 | 21/5/2002  | RR Trent 556-61 / 556A2-61 |
| A340-643 | 11/4/2006  | RR Trent 560A2-61          |